# St. Georg (Reichenau-Oberzell)

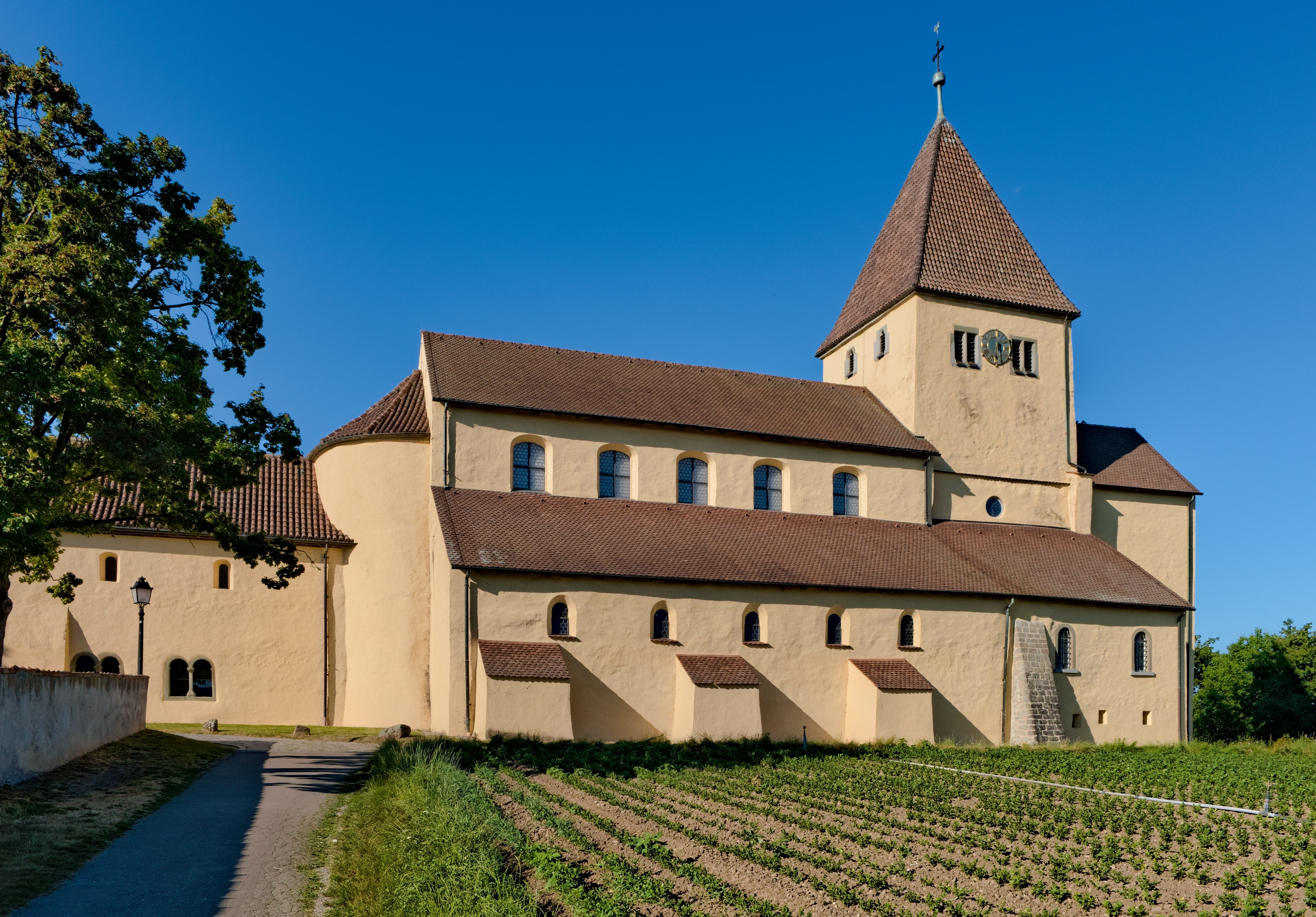
Georgskirche in Reichenau-Oberzell

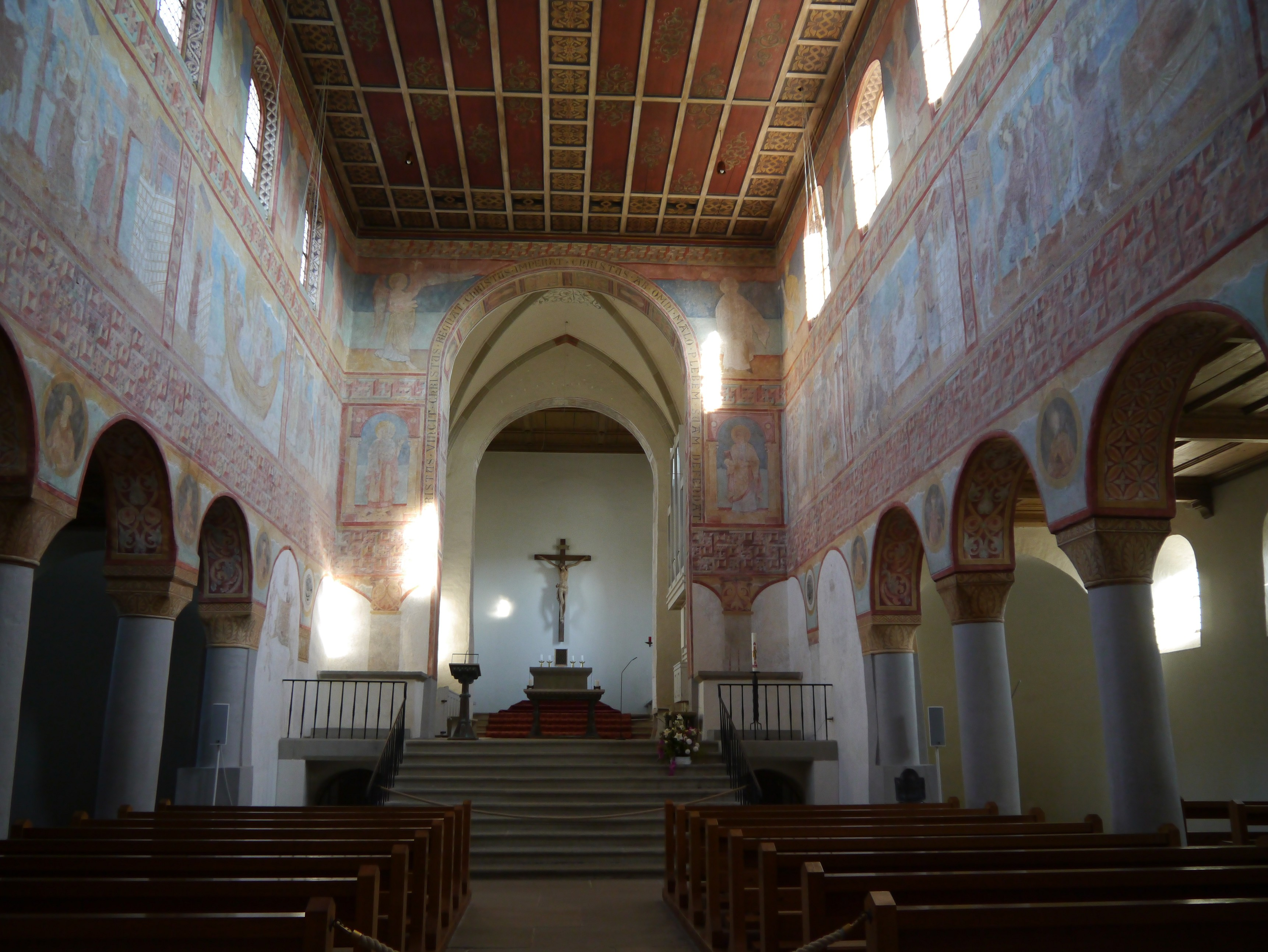
Innenraum

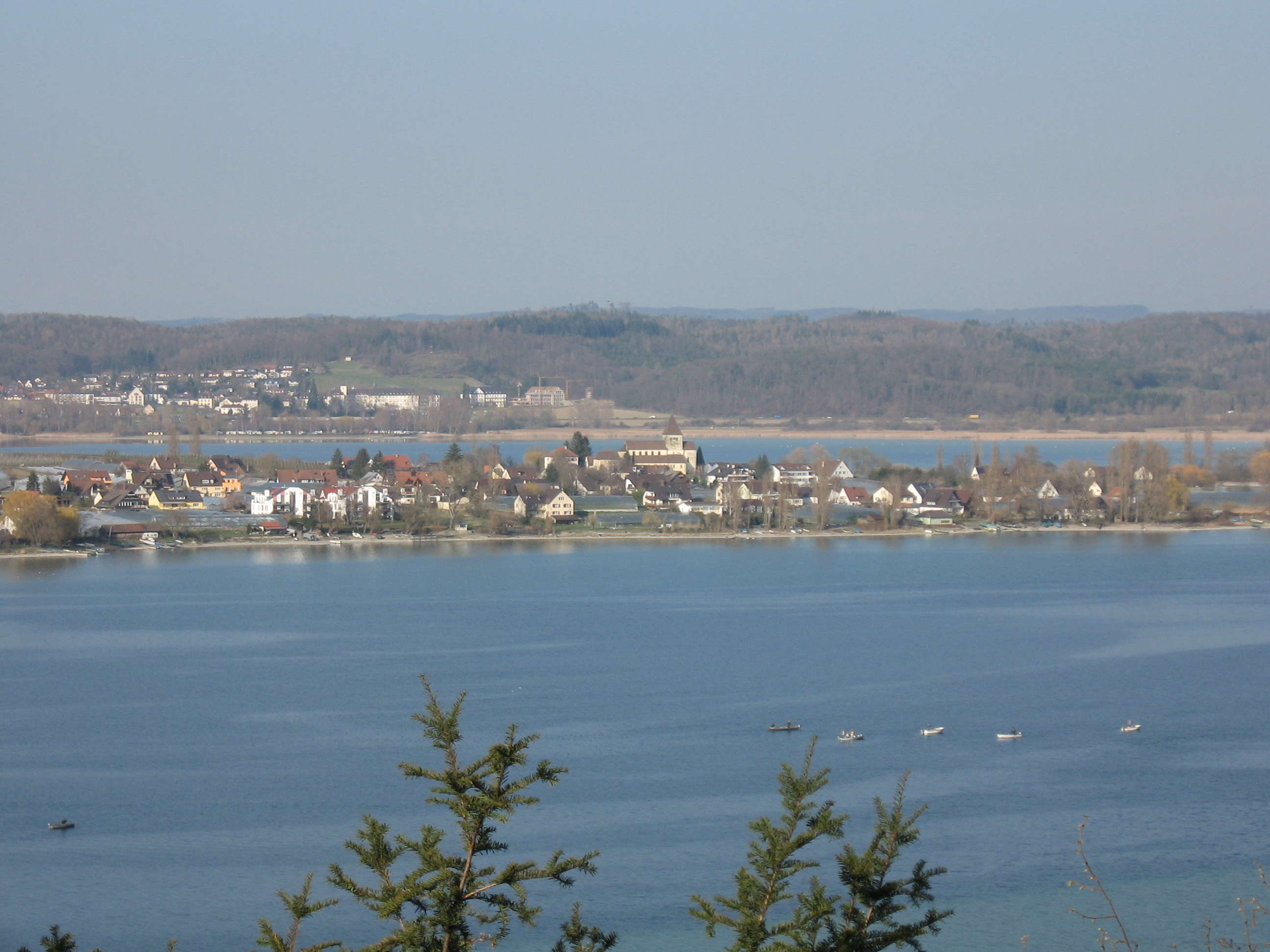
Lage auf der Südostseite der Insel Reichenau

St. Georg ist ein spätkarolingisches und ottonisches Kirchengebäude in Oberzell auf der Insel Reichenau. Die Ende des 9. Jahrhunderts gebaute Basilika beherbergt in ihrer unterirdischen Krypta ein Schädelstück des Heiligen Georg. Berühmt sind vor allem Wandmalereien, die in spätkarolingischer oder ottonischer Zeit entstanden sind. Wegen ihres einzigartigen Erhaltungszustandes ist St. Georg in Reichenau Oberzell – unabhängig vom Ergebnis dieser Datierungsdiskussion – abgesehen von der Kirche des Benediktinerinnenklosters St. Johann in Müstair, deren Ausmalung um 800 datiert, auf dem Boden des späteren Heiligen Römischen Reiches nördlich der Alpen die „einzige Kirche, die uns anschaulich noch einen Gesamteindruck von der Ausmalung eines Sakralraumes in der Zeit vor der Jahrtausendwende zu vermitteln vermag.“
Die Kirche gehört mitsamt Klosterinsel seit 2000 zum Weltkulturerbe der UNESCO.

## Geschichte
In den ersten Jahrhunderten des Mittelalters waren Verehrung und Reliquien Georgs auch nach Italien und ins merowingische Frankenreich gelangt. Der Reichenauer Abt Hatto III. (Amtszeit 888–913), der 891 als Hatto I. auch Mainzer Erzbischof und Erzkanzler des Ostfränkischen Reiches wurde, erhielt 896 in Rom von Papst Formosus Reliquien – die stadtrömische Basilika San Giorgio in Velabro spielte hier eine bedeutsame Rolle –  und kehrte mit den Reliquien über die Alpen nach Ostfranken zurück. Dort verteilte er das Erworbene, so dass das Bodenseekloster Reichenau, dessen Leitung Hatto innehatte, in den Besitz von einigen Georgsreliquien gelangte, darunter ein Schädelstück des Märtyrers Georg. Das „Georgshaupt“ auf der Reichenau, genauer im von Hatto gegründeten Oberzell, muss die Verehrung des kappadokischen Erzmärtyrers im mittelalterlichen Schwaben befördert haben.
Die Georgskirche in Oberzell soll – einer Reichenauer Bearbeitung des Martyrologs des Wandalbert von Prüm (* 813; † nach 848) zufolge – an einem 18. November geweiht worden sein. Nach der Überlieferung von Gallus Oehem habe St. Georg bereits zur Zeit von Abt Ruadhelm (838–842) bestanden, wonach Haito (806–823) der Gründer gewesen wäre. Die heutige Forschung spricht die Kirche jedoch einhellig Hatto III. zu.
Die Georgskirche ist ein spätkarolingisches Kirchengebäude, das um das Jahr 900 errichtet und mehrfach erweitert wurde. Sie ist dem Heiligen Georg geweiht und gehört zu den ältesten Georgskirchen in Europa. Ihre bedeutenden Wandmalereien, die teils in das 10./11. Jahrhundert, teils in das ausgehende 9. Jahrhundert datiert werden, gelten als Hauptzeugnisse der Malerei des Klosters Reichenau.
An der Restaurierung der Wandmalereien um 1880 unter Bauinspektor Franz Bär nahm der Bauinspektor Ludwig Maier teil, der 1883 für den Neubau einer katholischen Kirche in Rittersbach vorschlug, eine Kopie der Georgskirche zu errichten. Nach seinen Plänen wurde die Rittersbacher Kirche St. Georg von 1886 bis 1888 als Kopie der Kirche auf der Reichenau errichtet. Die Ausmalung besorgte der Freiburger Kopist Fritz Kohlund. Seit November 2008 gibt es von der Kirche zudem einen virtuellen Nachbau in der Computerwelt Second Life.

## Architektur
Die von Hatto gegründete vorromanische Georgskirche steht auf einem kleinen Hügel nahe der Ostspitze der Bodenseeinsel. Die dreischiffige Basilika besitzt niedrige Seitenschiffe, einen Vierungsturm und einen rechteckigen, am Turm hochgezogenen Ostchor. Die Krypta unterhalb des Chors ist eine quadratische Halle; vier Säulen umrahmen hier einen Altar. Vielleicht war die Krypta zur Aufbewahrung der Georgsreliquien vorgesehen; dann müsste sie in der Anfangsphase des Kirchenbaus entstanden sein.
Der erste, um das Jahr 900 unter Hatto III. angelegte Kirchenbau umfasste das heutige Langhaus mit seinen Säulenreihen und die Krypta. Für diese Zeit war das Kirchenschiff ein sehr großzügig angelegter Bau, dessen Größe auf die zu erwartende Heiligenverehrung hin gewählt war. Er besaß statt des heutigen rechteckigen Querhausflügels wahrscheinlich einen Chor mit drei Konchen, die die Funktion der Kirche als Reliquien- und Grabkirche sinnfällig machten.
Zwischen 925 und 945 wurde an der Westseite des Langhauses eine gerundete Apsis angefügt, möglicherweise, weil man die Georgs-Reliquien aus der Krypta in den Westbau verlagert hatte, um sie oberirdisch verehren zu können. Im Anfang des 11. Jahrhunderts schließlich entstand die niedrige, langgezogene Vorhalle und darüber die Michaelskapelle. Ebenfalls zu dieser Zeit wurden die runden Konchen des Querhauses in rechteckige Querhausflügel umgebaut.

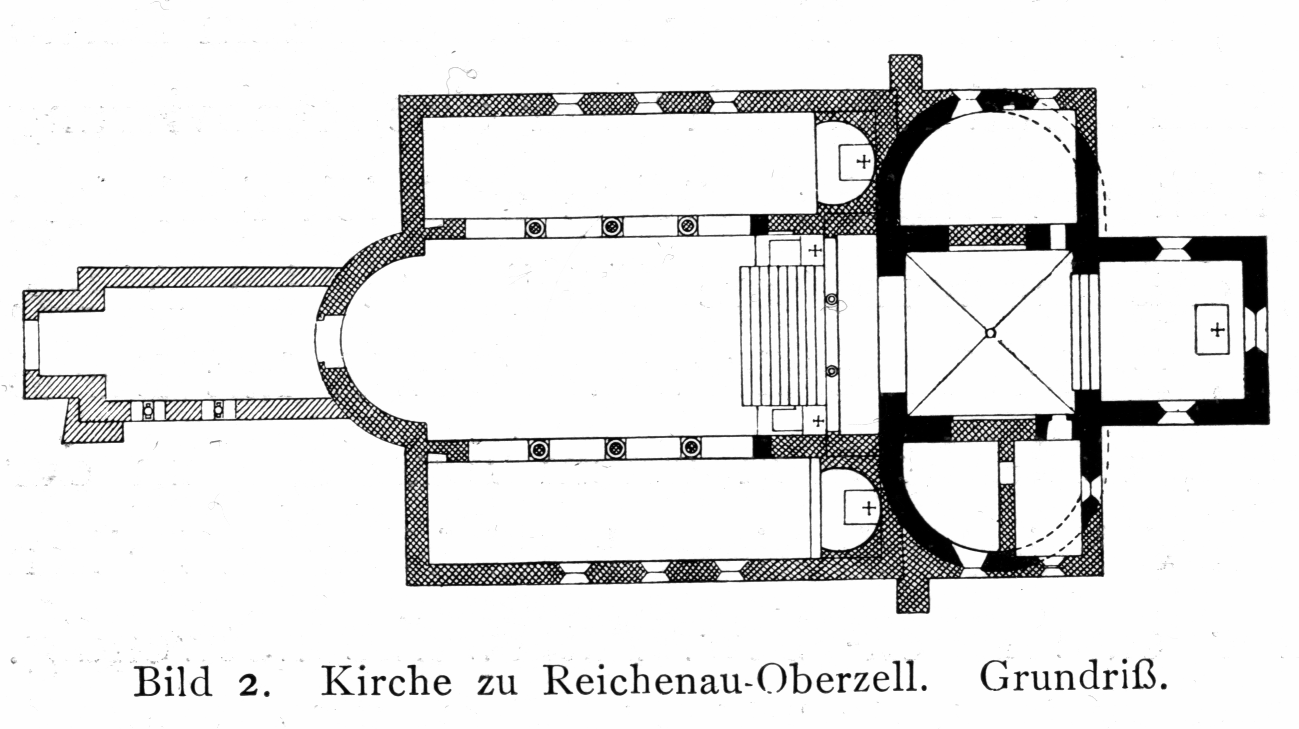
Grundriss
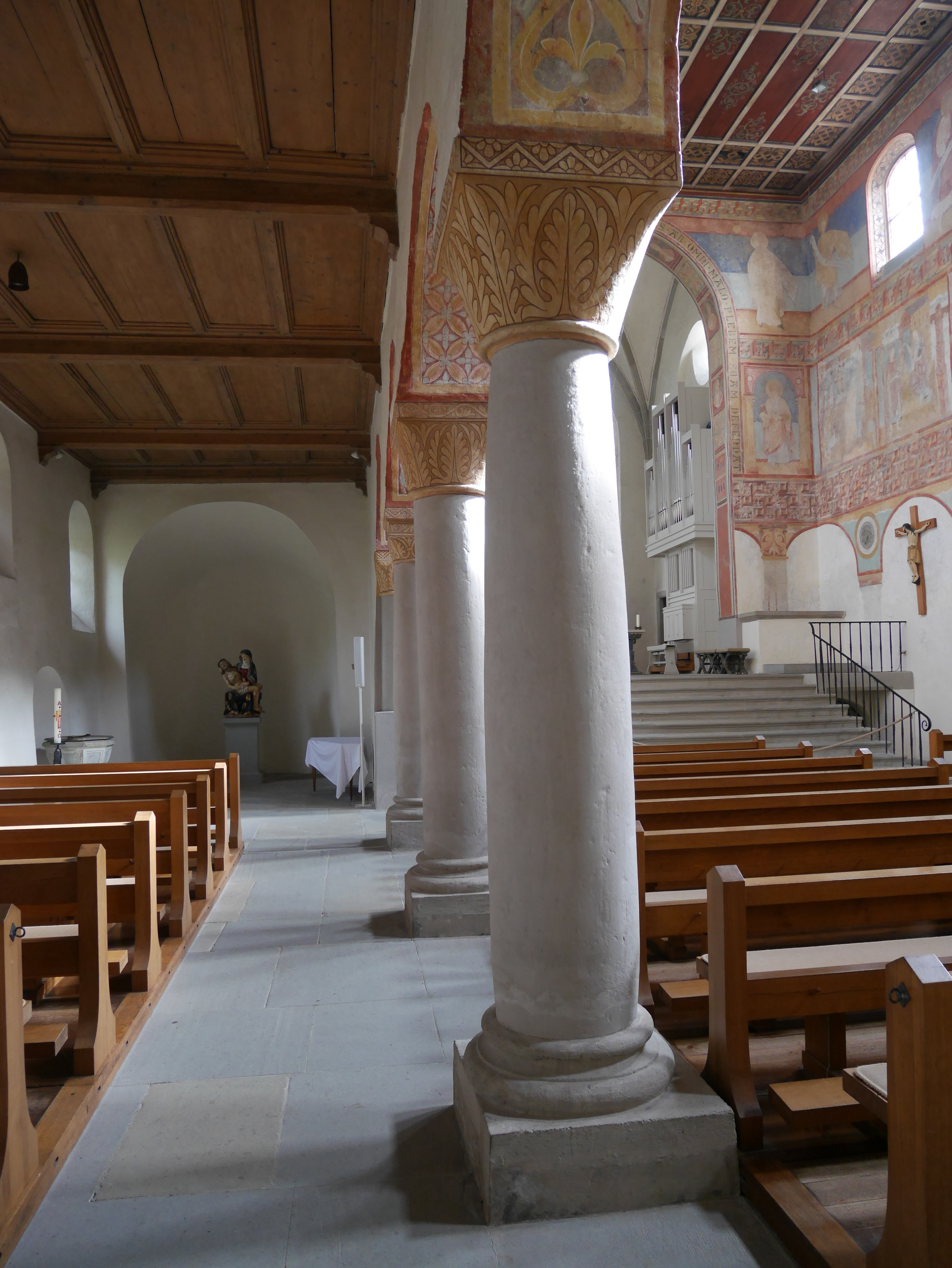
Seitenschiff
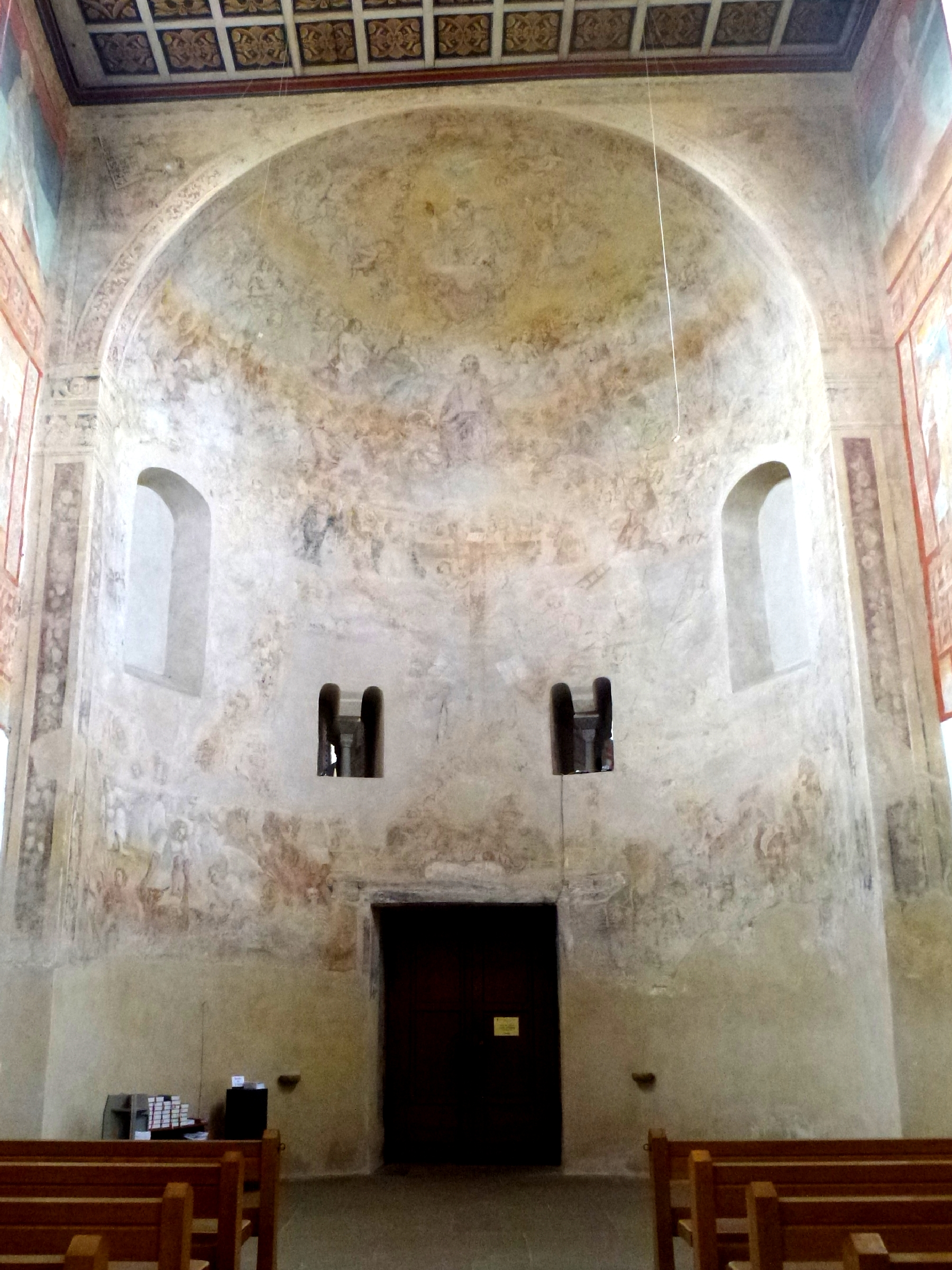
Westliche Apsis innen
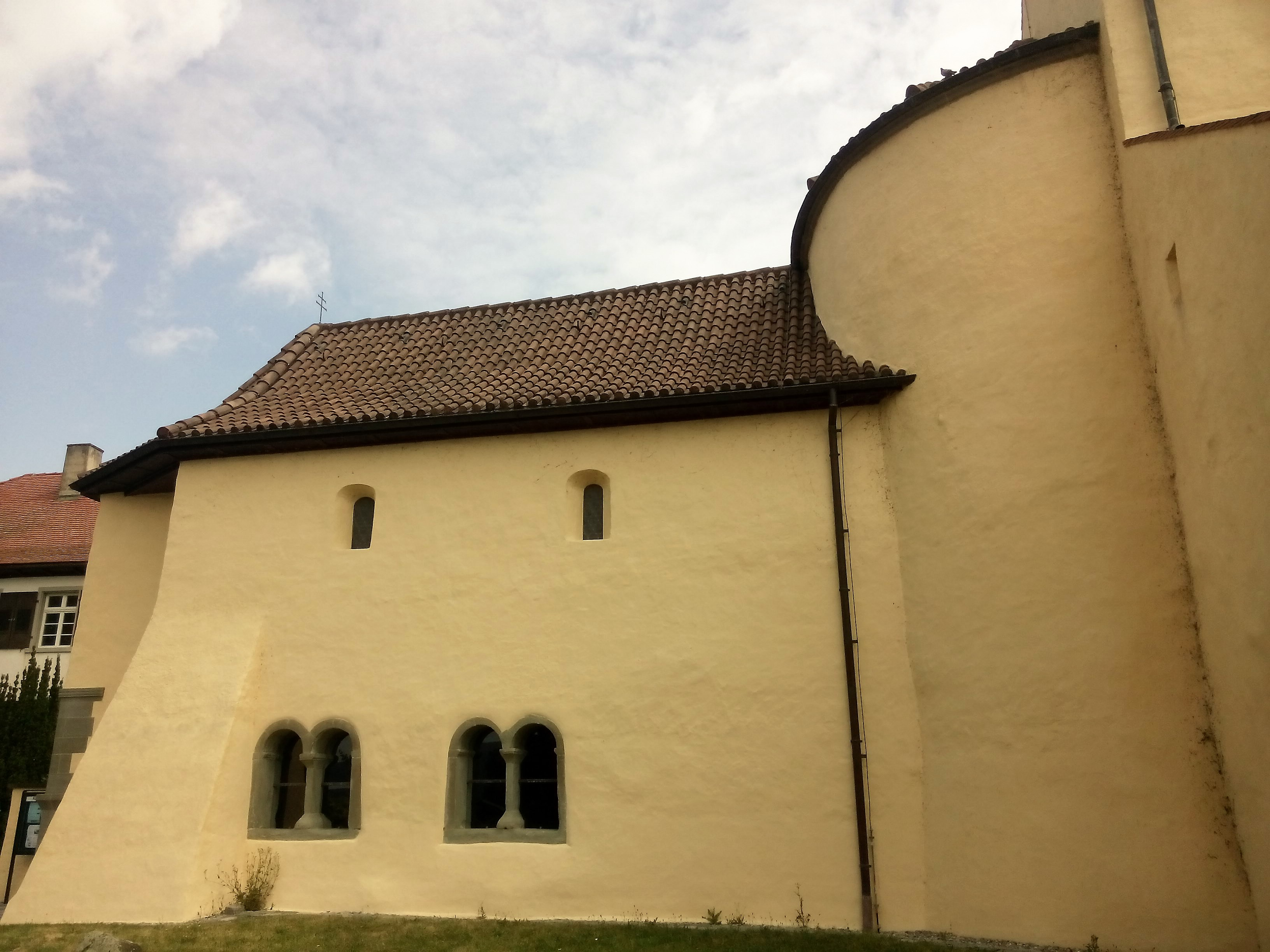
Südseite von Vorhalle und westlicher Apsis

## Wandgemälde

### Wundertätigkeit Jesu

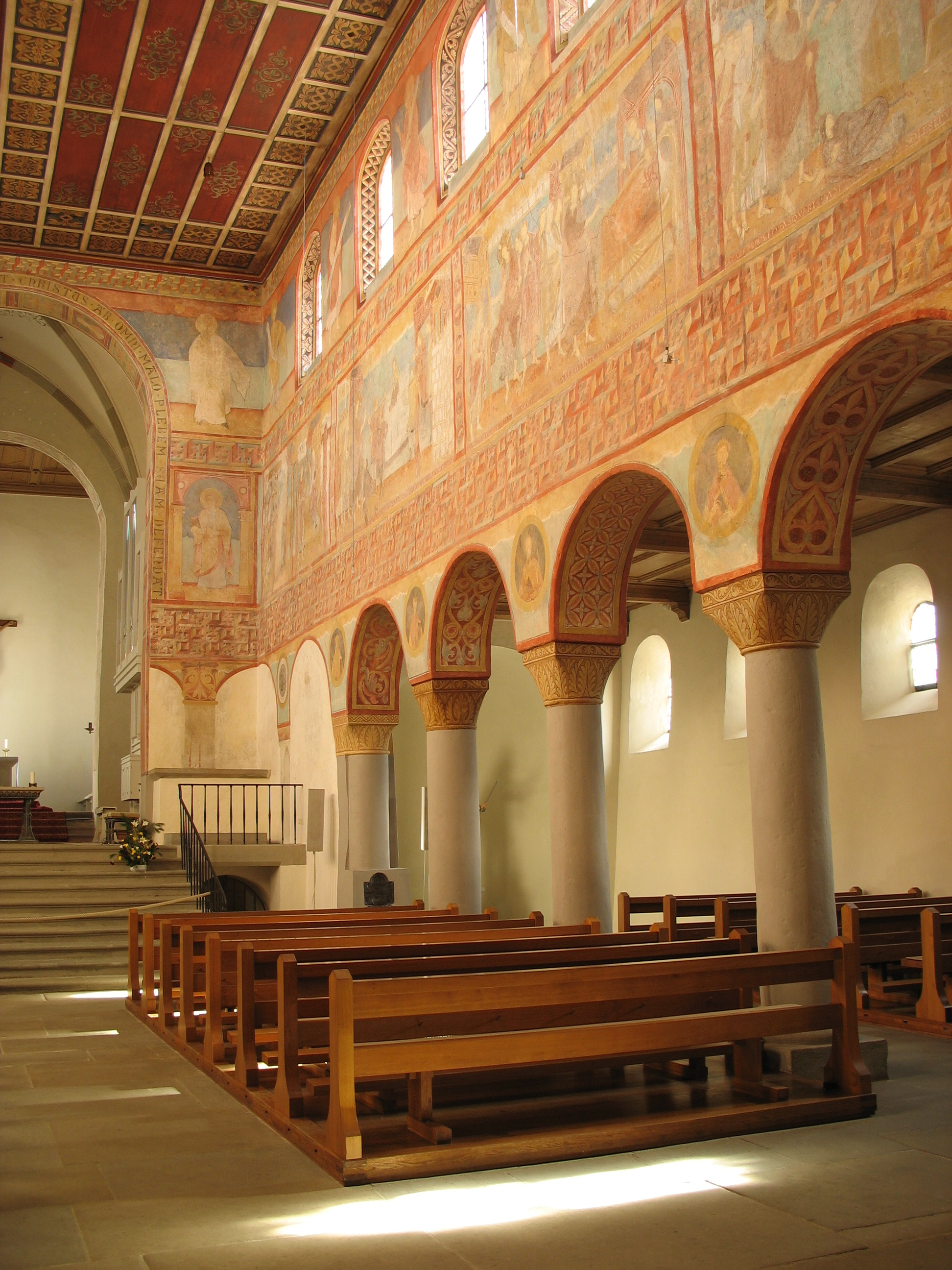
Südseite des Langhauses

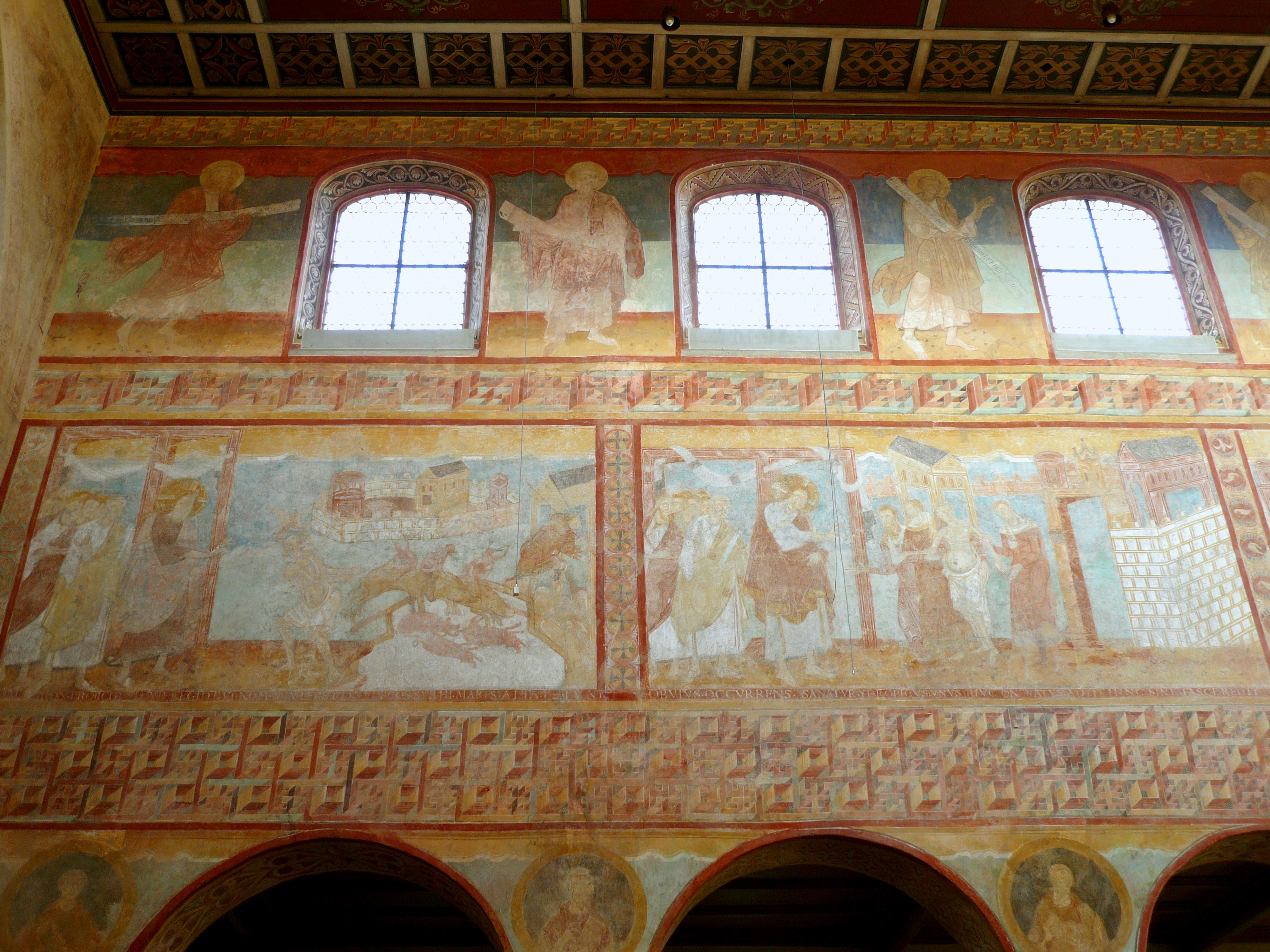
Malereien auf der Nordseite des Langhauses: Die Heilung der Besessenen von Gerasa und Die Heilung des Wassersüchtigen

Die Bilder im Langhaus der Georgskirche an den Längsseiten sowie an der Nord- und der Südwand überstanden gut erhalten die Jahrhunderte seit ihrer Entstehung zu einem noch immer unbekannten Zeitpunkt zwischen dem Ende des 9. und dem Ende des 10. Jahrhunderts (zur Diskussion siehe unten). Ihre kunstgeschichtliche Bedeutung bestimmt der Kunsthistoriker Hans Jantzen folgendermaßen: „Abgesehen von [...] Bruchstücken in Trier, in Echternach, Fulda und anderen Orten, gibt es nur eine einzige Kirche, die uns anschaulich noch einen Gesamteindruck von der Ausmalung eines Sakralraumes in der Zeit vor der Jahrtausendwende zu vermitteln vermag. Das ist die Kirche St. Georg in Oberzell auf der Reichenau.“ Im Zentrum stehen betitelte Szenen aus dem Leben Jesu, die den Evangelien entnommen sind. Jesus wird dargestellt als der heilbringende Christus, übernatürlich und doch in nächster Nähe zu den Menschen.
Die dargestellten Szenen aus dem Leben Christi auf der Nord- und Südwand beziehen sich auf seine Wundertätigkeit. Folgende Szenen sind dargestellt (1.–4.: Nordwand von Westen nach Osten; 5.–8.: Südwand von Osten nach Westen, also im Uhrzeigersinn):
1. Heilung des Besessenen von Gerasa
2. Heilung des Wassersüchtigen
3. Beruhigung des Sturms auf dem See Genezareth
4. Heilung des Blindgeborenen
5. Heilung des Aussätzigen
6. Auferweckung des Jünglings von Naïn
7. Auferweckung von Jairi Töchterlein
8. Auferweckung des Lazarus

Jedes Bild besitzt einen lateinischen Titulus, dessen Text die dargestellte Szene zusammenfasst. Die Bildszenen werden von perspektivischen Mäandern und reich gestalteten Ornamentfriesen gerahmt.
Die Wunderszenen sind linear in einer geschlossenen Folge zu betrachten. Diese beginnt links beim Eingang, führt zum Altar, und rechts vom Altar zurück zum Eingang. Christus ist mit seinem in Erzählrichtung deutenden Segensgestus in Übergröße links im Bildfeld mit Orientierung nach rechts dargestellt (Ausnahmen sind die Bilder 3. und 7., in denen Christus doppelt dargestellt ist). Wenn man dieser Sequenz folgt, so ergibt sich eine deutliche Steigerung, die mit der Totenerweckung des Lazarus endet. Diese Leserichtung wird außerdem durch die Mäander unterstützt.
Bei den Szenen, die sich im Kirchenschiff gegenüberstehen, sind deutliche Analogien zu erkennen, was die Gestaltung des architektonischen Hintergrunds betrifft.
Es wird bei den Wunderinhalten auch ein geographischer Bezug vermutet: Die Wunder an der Nordwand, also der Wasserseite, haben auch inhaltlich Bezug zu Wasser, während die Wunder an der Südwand, der vermuteten Friedhofsseite, mit Auferweckung zu tun haben. Außerdem bestehen Parallelen bei der Darstellung des 1. Bildes zur Darstellung des Gründungsmythos des Klosters Reichenau, das den Wanderbischof Pirmin in einem Boot darstellt, der bei seiner Ankunft Schlangen/Dämonen von der Insel vertreibt. Dieses Motiv ist auf einem Bild aus dem 17. Jahrhundert im Münster Mittelzell zu sehen.

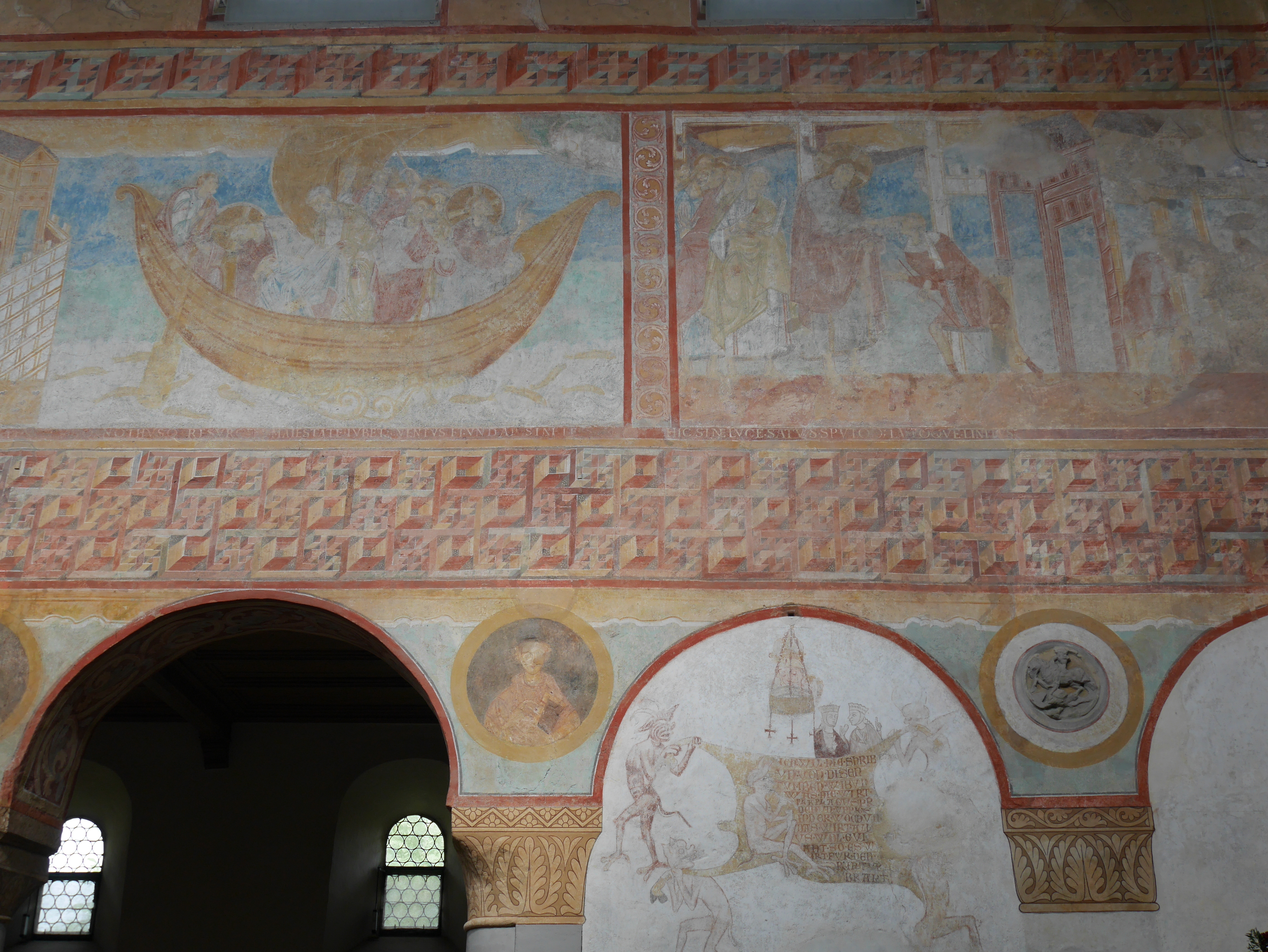
Die Stillung des Sturms und Die Heilung des blind Geborenen mit Inschrift: HIC SINE LUCE SATUS SPUTO LUTOQUE LINITUS. Dieser ohne Licht geborene wurde mit Speichel und Erde bestrichen.

Im Obergaden sind die zwölf Apostel als stehende Figuren dargestellt. Zwischen den Arkadenbögen finden sich Tondi mit Brustbildern von Äbten.
Um den Chorbogen ist der Spruch geschrieben: „CHRISTUS VINCIT CHRISTUS REGNAT CHRISTUS IMPERAT CHRISTUS AB OMNI MALO PLEBEM SUAM DEFENDAT“ („Christus siegt, Christus herrscht, Christus befiehlt; Christus verteidige sein Volk vor allem Bösen.“).
Eng verwandt mit dem Bilderzyklus in Oberzell sind die Malereien in der Sylvesterkapelle bei Überlingen, die dort jedoch schlechter erhalten sind. Die neuromanische Kirche St. Georg (erbaut 1886) in Rittersbach bei Mosbach enthält Kopien der Reichenauer Fresken.

### Datierung der Malereien
Im Jahre 1880 wurde unter einer später angebrachten Putzschicht der überraschend gut erhaltene frühmittelalterliche Bilderzyklus entdeckt. Die Datierung dieser Wandmalerei wird seither kontrovers diskutiert. Die Datierungsansätze reichen von „spätkarolingisch“ (circa 900, wohl unter Abt Hatto III., † 913), so zuletzt wieder Berschin und Kuder, bis „ottonisch“ (ausgehendes 10. Jahrhundert bis circa 1000), so die in der Literatur vorherrschende Ansicht. Die Verfechter der Spätdatierung brachten die Wandmalerei motivisch und stilistisch mit Werken der bereits bekannten Buchmalerei des Klosters Reichenau in Verbindung, die als ottonisch eingeordnet werden. Gerade die stilistische Ähnlichkeit wird jedoch von den Vertretern der Frühdatierung in Frage gestellt. Wichtig für die Diskussion ist der Vergleich mit den Wandmalereien von Goldbach.

### Spottbild

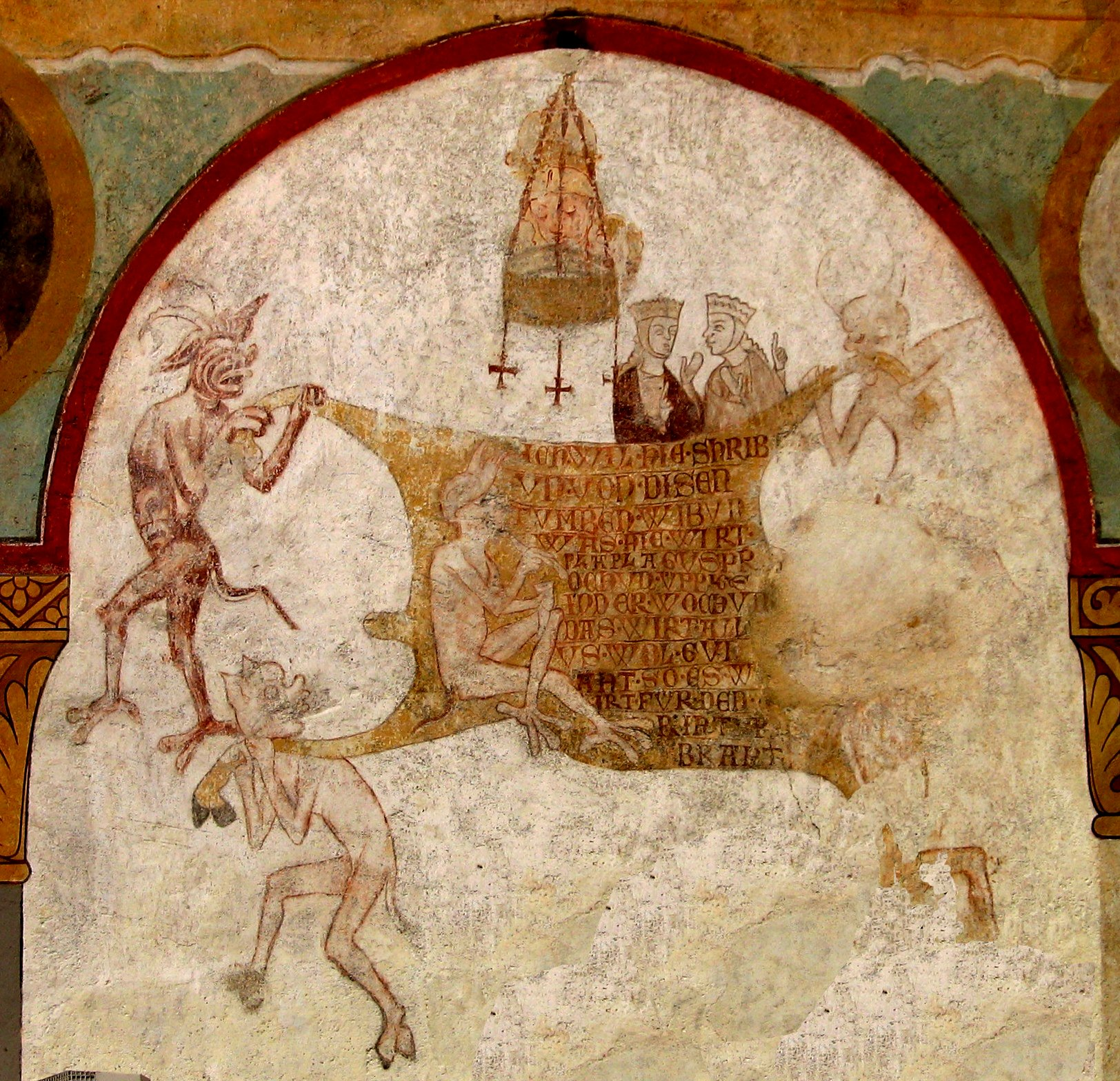
Spottbild über das Frauengeschwätz

An der Nordwand des Langhauses hat sich neben den Altarstufen ein seltenes Spottbild aus dem 14. Jh. erhalten, das das Geschwätz der „tumben wibun“, der törichten Frauen kritisiert. Dort heißt es:
Ich wil hie schribvn
von disen tvmben wibvn
was hie wirt plapla gvsprochvn
vppigs in der wochvn
das wirt allvs wol gvdaht
so es wirt für den richtvr braht
(Ich will hier von diesen dummen Weibern schreiben. Was hier nichtiges Blabla in der Woche geredet wird, all dessen wird gedacht werden, wenn es einmal vor den Richter gebracht wird.)
Das Gedicht wird von einer Teufelsgestalt auf eine Kuhhaut geschrieben, die von vier Teufeln im Kreis gedreht wird, und illustriert so wörtlich die Redensart vom Geschwätz, das auf keine Kuhhaut geht. Dies ist die erste bekannte Überlieferung des lautmalenden Ausdrucks „Bla bla“.

## Orgel

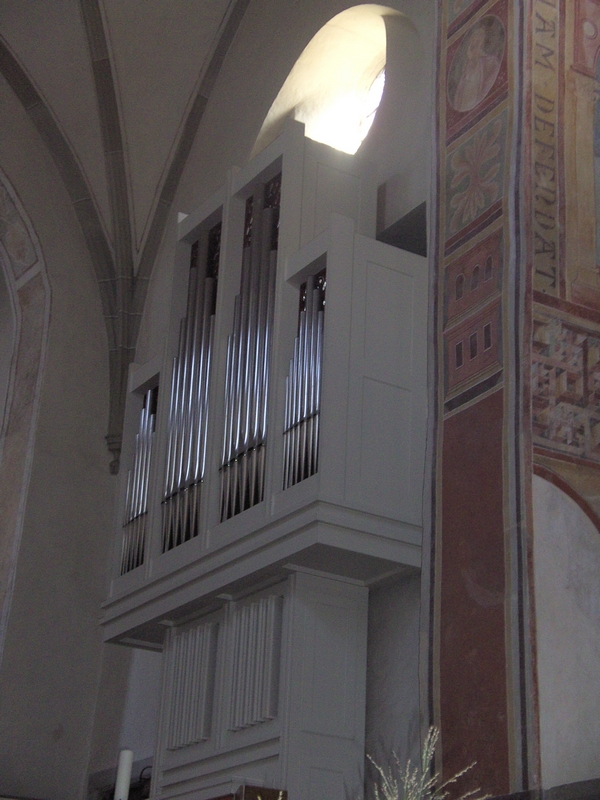
Orgel der Georgskirche

Die Orgel wurde 1985 von dem Orgelbauer Mönch (Überlingen) erbaut. Das Instrument hat 19 klingende Register (und zwei Pedaltransmissionen) auf zwei Manualen und Pedal. Die Spieltrakturen und Registertrakturen sind mechanisch.
| I Hauptwerk C–g3 |            |       |
| 1.               | Principal  | 8′    |
| 2.               | Gemshorn 0 | 8′    |
| 3.               | Octave     | 4′    |
| 4.               | Quinte     | 2 ⁄3′ |
| 5.               | Waldflöte  | 2′    |
| 6.               | Mixtur IV  | 1 ⁄3′ |
| 7.               | Trompete   | 8′    |

| II Brustwerk (schwellbar) C–g3 |           |        |
| 08.                            | Gedackt   | 8′     |
| 09.                            | Flöte     | 4′     |
| 10.                            | Nazard    | 2 ⁄3′  |
| 11.                            | Doublette | 2′     |
| 12.                            | Terz      | 1 3⁄5′ |
| 13.                            | Larigot   | 1 ⁄3′  |
| 14.                            | Sifflet   | 1′     |
| 15.                            | Krummhorn | 8′     |
|                                | Tremulant |        |

| Pedal C–f1 |                      |     |
| 16.        | Subbaß               | 16′ |
| 17.        | Principal (= Nr. 1)  | 08′ |
| 18.        | Gedacktbaß           | 08′ |
| 19.        | Tenoroctave          | 04′ |
| 20.        | Posaune              | 16′ |
| 21.        | Trompete (= Nr. 7) 0 | 08′ |

- Koppeln: II/I, I/P, II/P

## Glocken
Die Reichenau ist bekannt als eine der Urzellen der Glockengießkunst in Deutschland. Davon zeugt auch noch heute das historisch und musikalisch bedeutsame Glockengeläut. Die drei kleineren Glocken des 13. Jahrhunderts stammen vermutlich aus einem Guss. An Sonn- und Feiertagen läutet eine halbe Stunde vor Beginn des Gottesdienstes und während der Wandlung die große Glocke, zehn Minuten vorher erklingt das Vollgeläut. Vor Werktagsmessen läuten alle außer der großen Glocke. Die Glocken hängen im hölzernen Glockenstuhl an Holzjochen.
| Glocke | Name         | Gussjahr | Gießer, Gussort                          | Durchmesser | Masse    | Schlagton (HT-1⁄16) |
| ------ | ------------ | -------- | ---------------------------------------- | ----------- | -------- | ------------------- |
| 1      | St. Georg    | 1436     | Hans Schnabelburg, St. Gallen            | 1250 mm0    | 1225 kg0 | fis1 +8             |
| 2      | Maria        | 13. Jh.  | unbekannt (gleiche Werkstatt), Reichenau | 850 mm      | 380 kg   | c2 +6               |
| 3      |              | 13. Jh.  | unbekannt (gleiche Werkstatt), Reichenau | 770 mm      | 247 kg   | d2 +8               |
| 4      | Evangelisten | 13. Jh.  | unbekannt (gleiche Werkstatt), Reichenau | 500 mm      | 085 kg   | cis3 +1             |

## Galerie

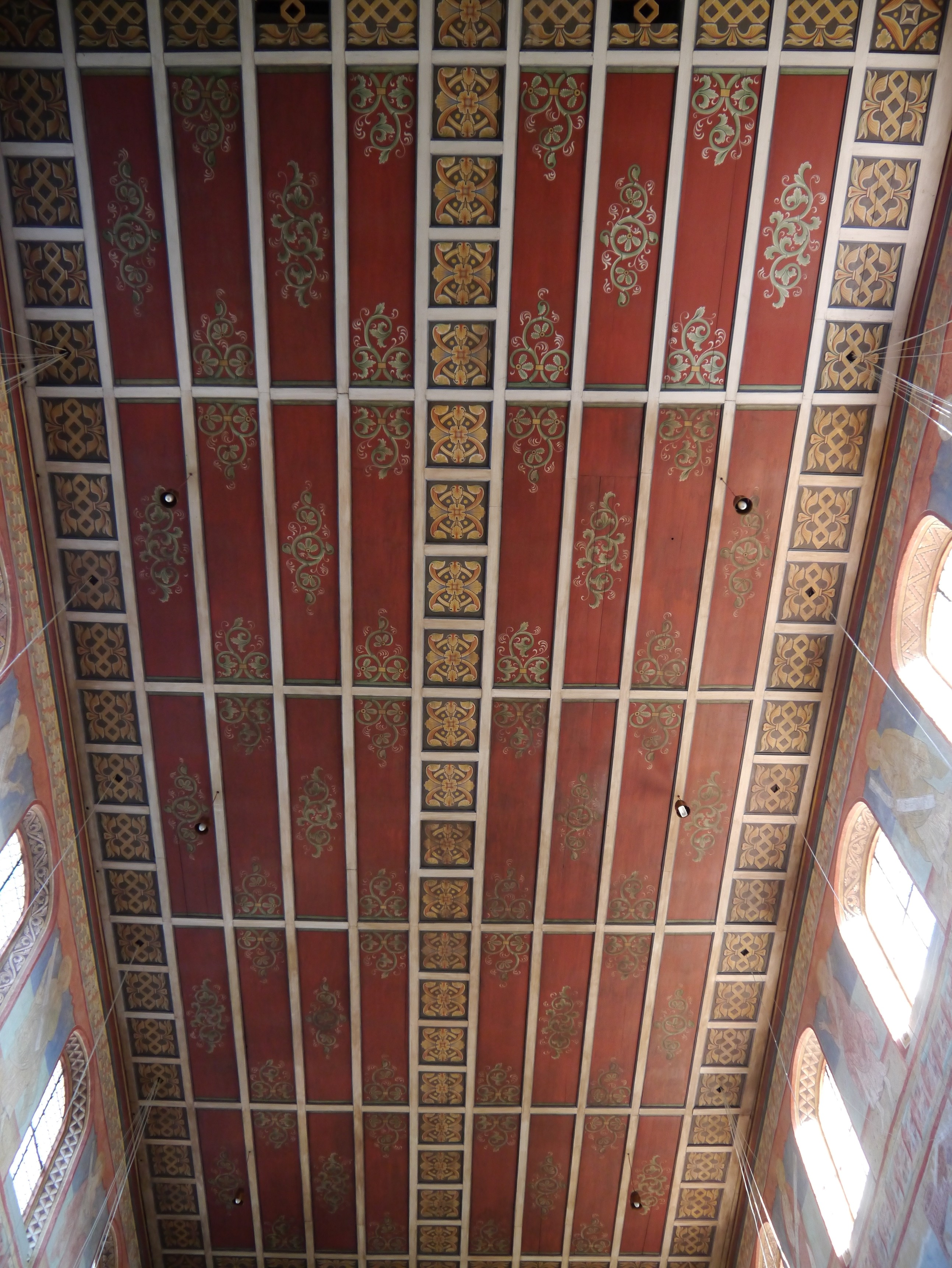
Deckenbemalung
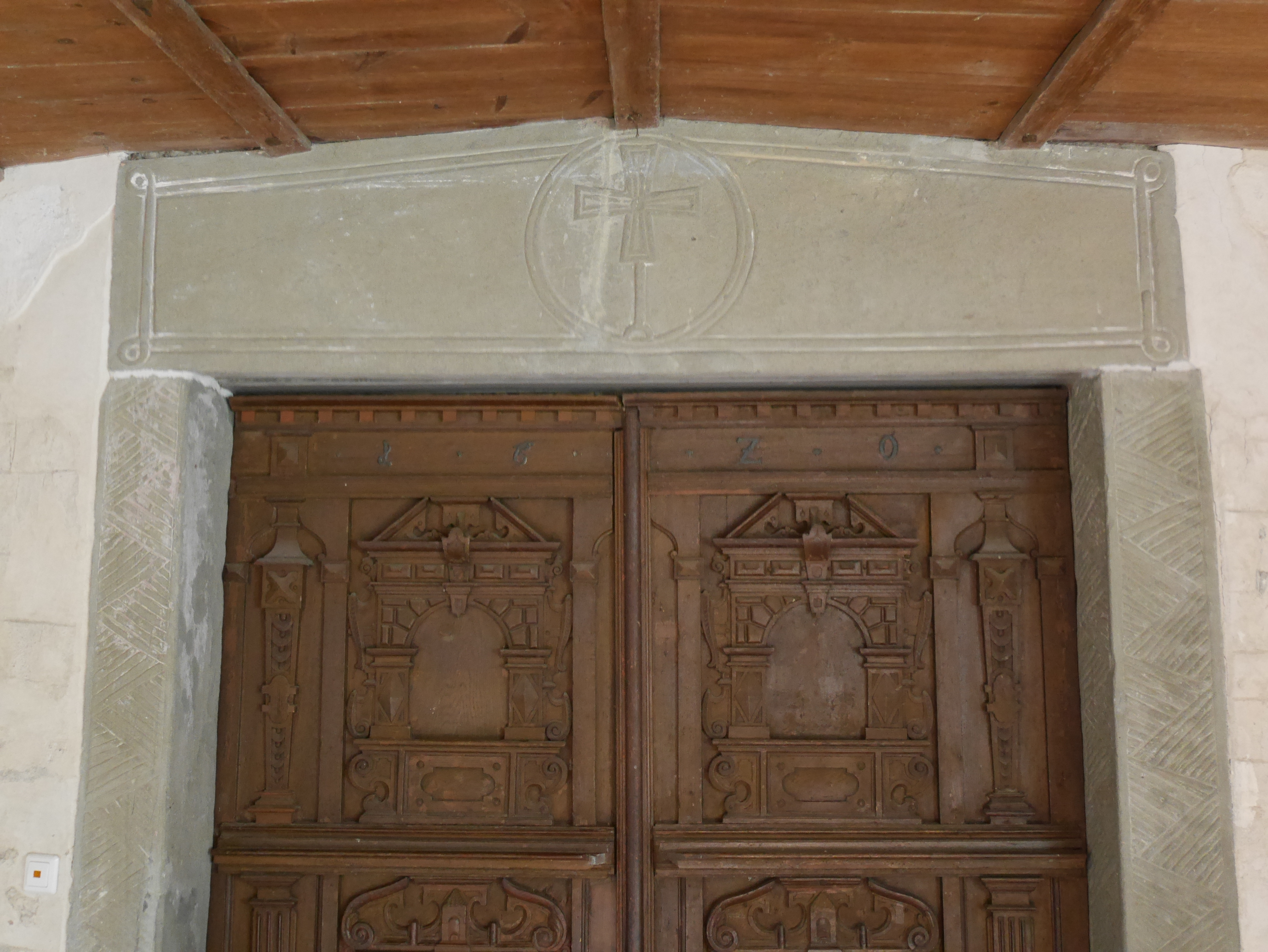
Türsturz Westportal
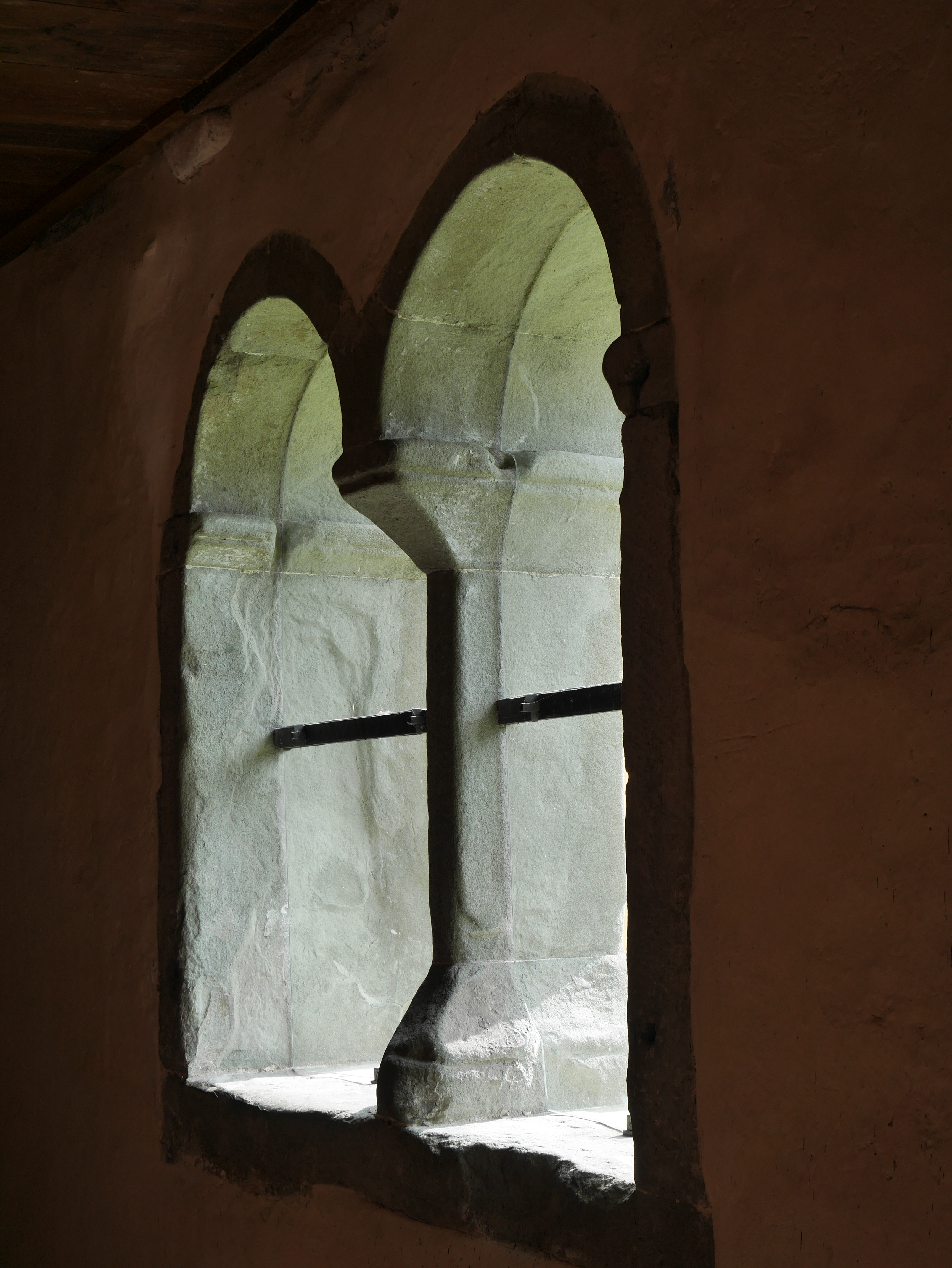
Arkadenfenster Vorhalle
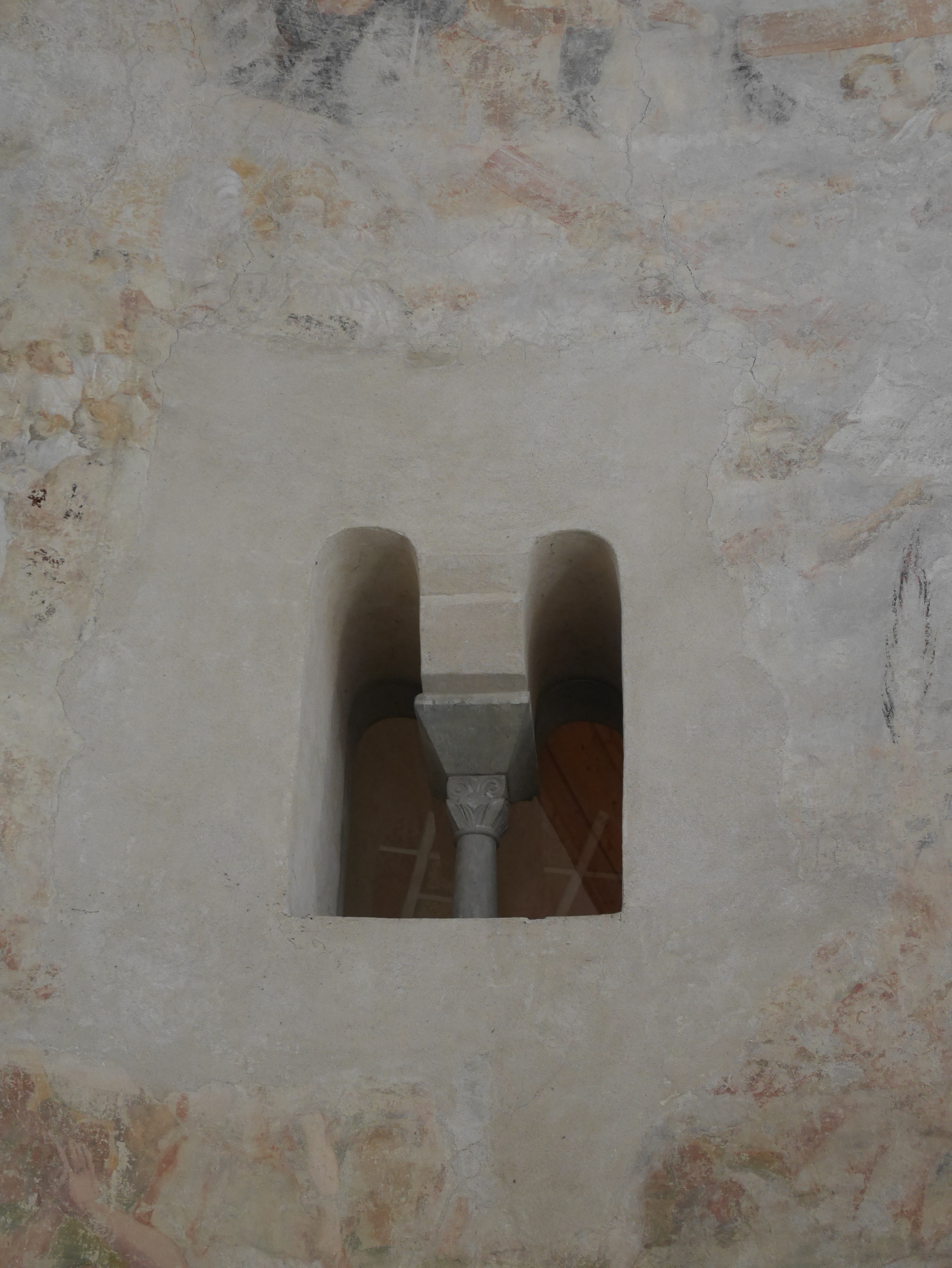
Detail Apsis Kapitellschmuck
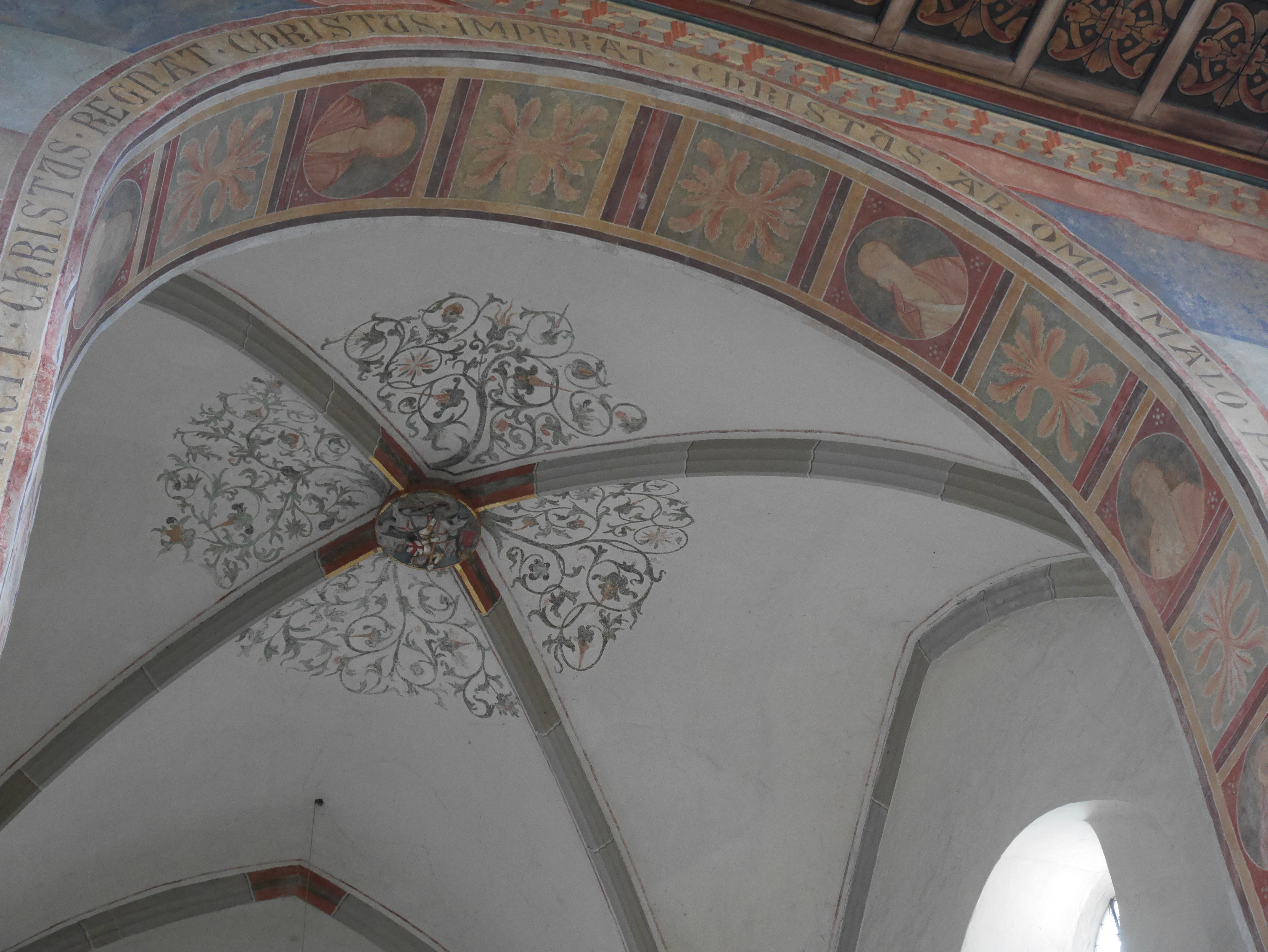
Chor Gewölbedecke polychrom
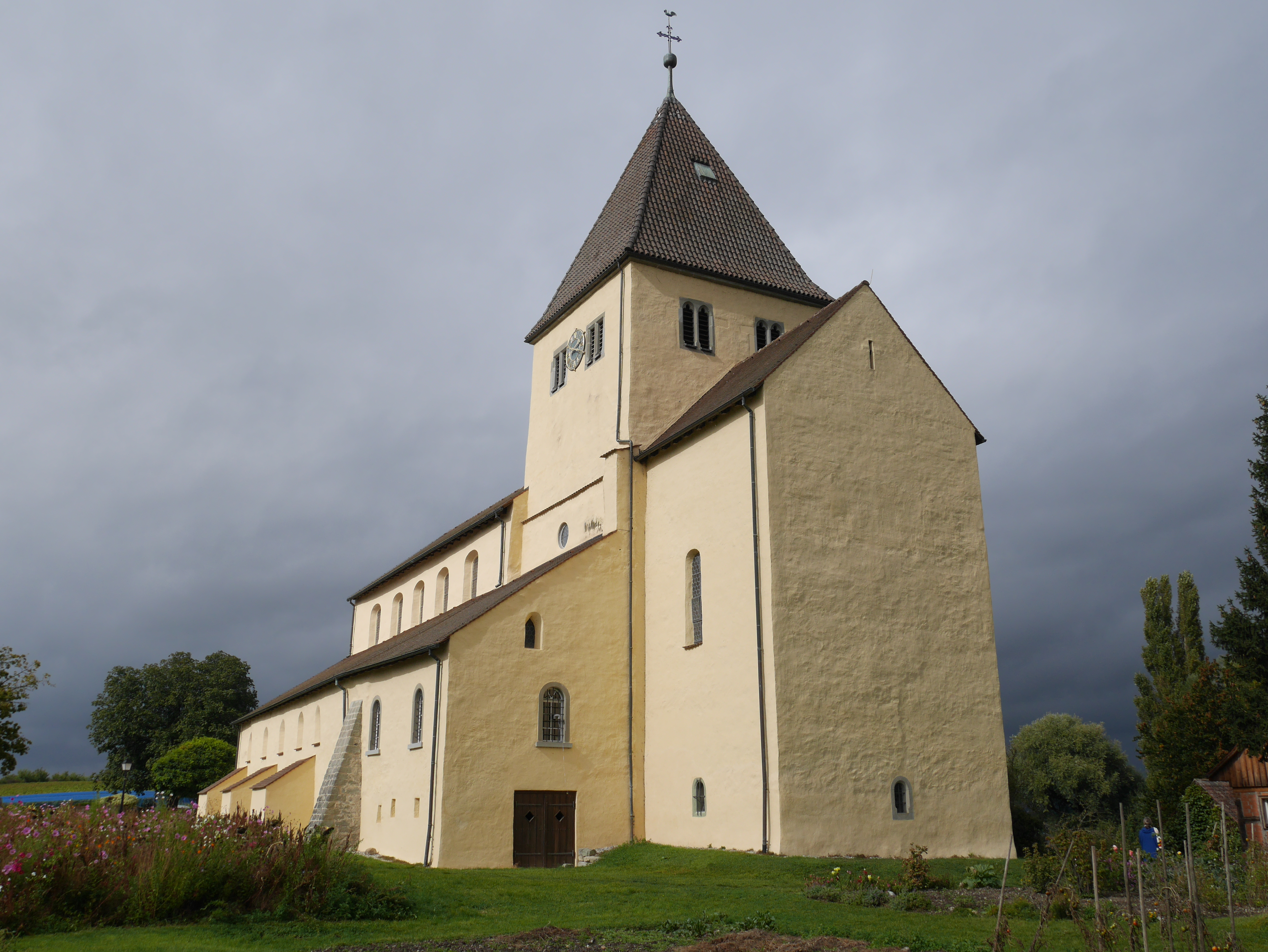
Südostansicht
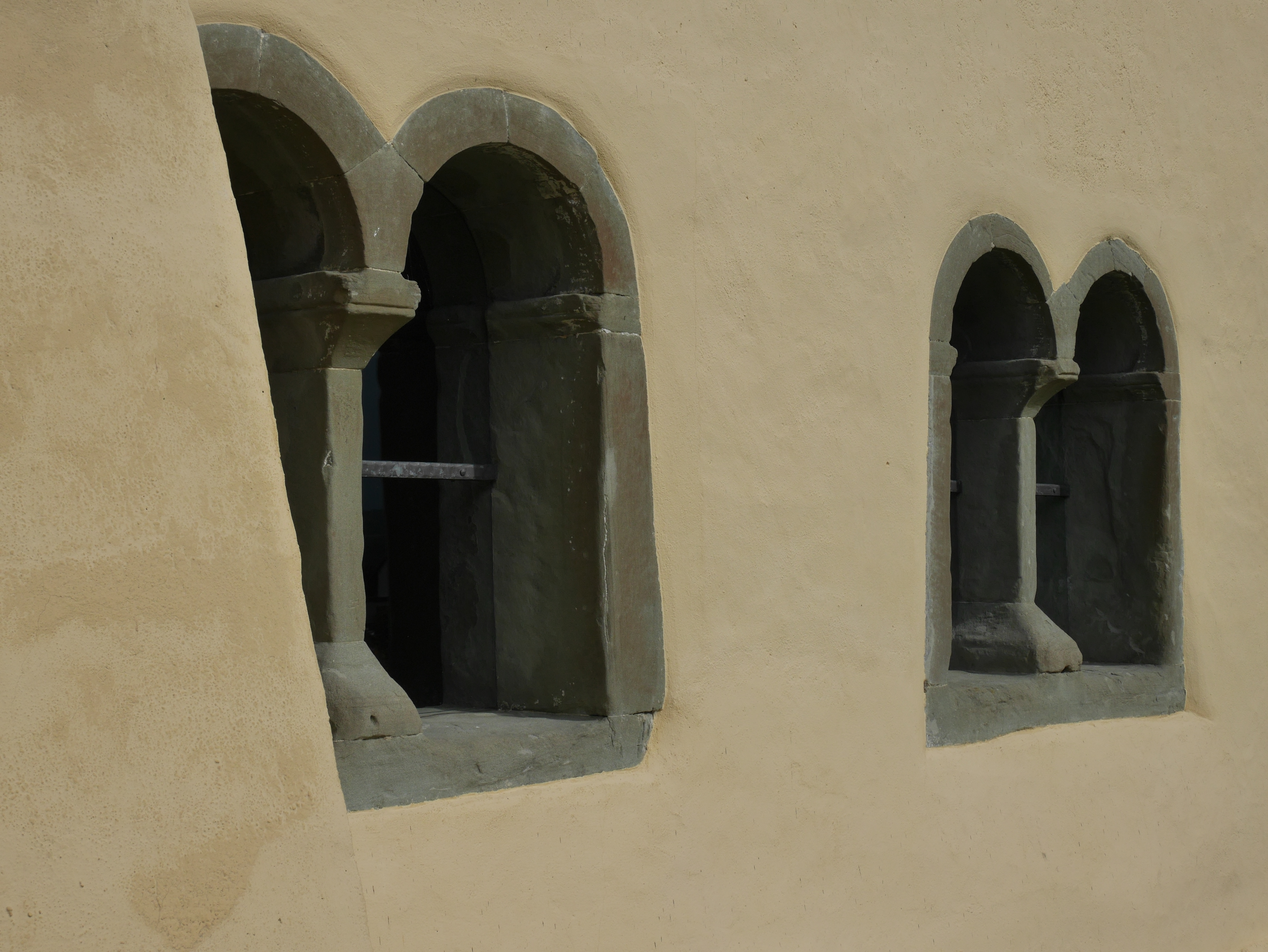
Narthexfenster
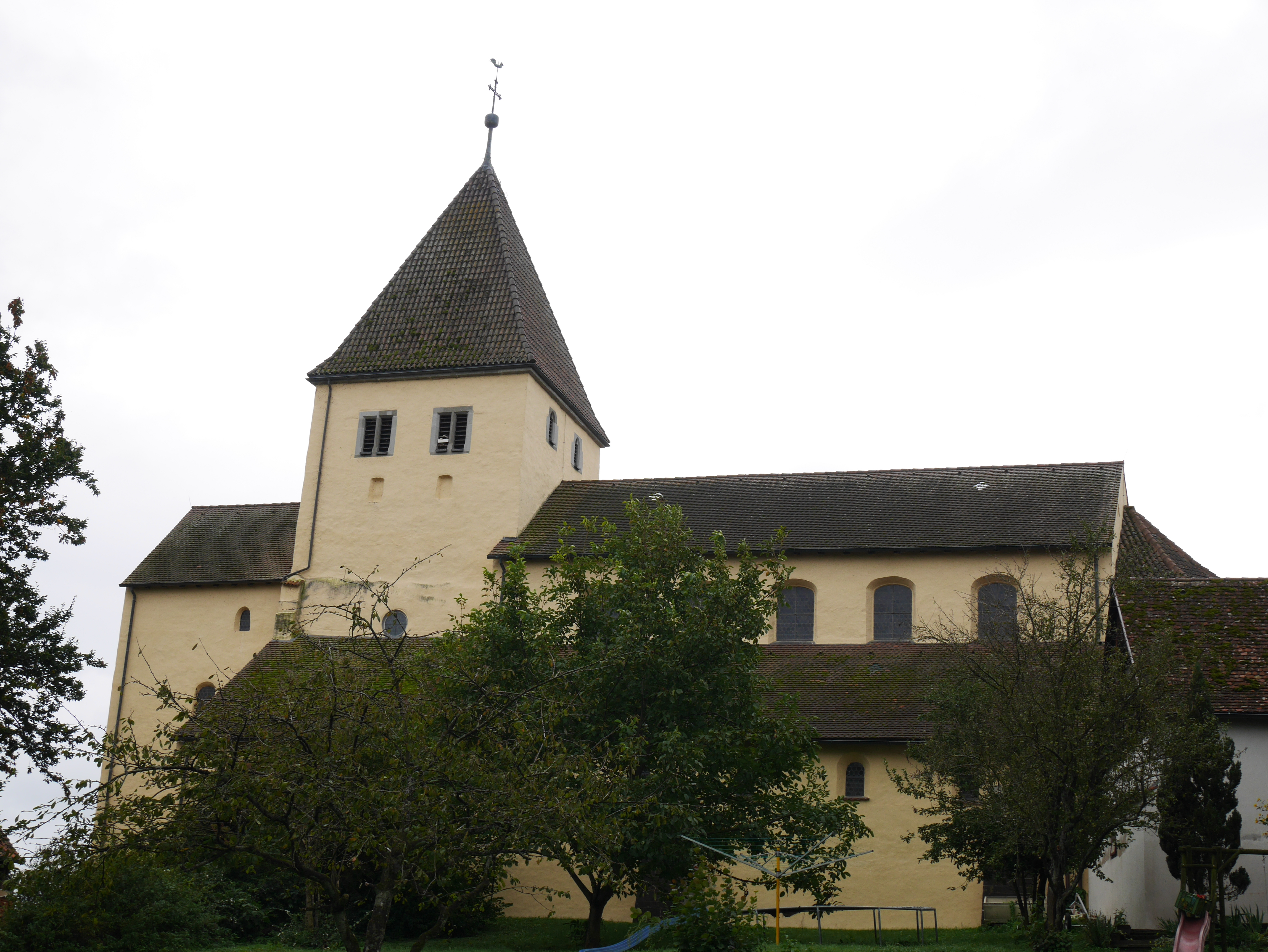
Uferansicht